# Antonio Schinella Conti
Antonio Schinella Conti, född den 22 januari 1677 i Padua, död där den 6 april 1749, var en italiensk författare.
Conti gjorde vidsträckta resor, varunder han även lärde känna Shakespeares dramatik, varav han tog intryck. Hans sorgespel, dikter med mera utgavs 1739–1756.